# Królowa i konkwistador
Królowa i konkwistador – kolumbijski dramat kostiumowy, wyprodukowany w 2020 roku przez Caracol Television. 
Światowa premiera odbyła się 24 maja 2020 na platformie Netflix, z wyjątkiem Kolumbii, gdzie prawa do serialu ma kanał Caracol.
Polska premiera telewizyjna odbyła się 12 lipca o 20:35 w TVP1.

## Fabuła
To historia Cataliny – Indianki, która oddała swoją duszę, serce i życie konkwistadorowi. „Królowa i konkwistador” ukazuje jedną z pierwszych miłości, jaka miała miejsce w Ameryce Południowej, między królową Indian a Hiszpanem. Po wspólnym założeniu miasta Cartagena de Indias, Pedro de Heredia poruszony obowiązkiem uratowania brata zdradza Catalinę i jej lud. Ona, ze złamanym sercem znika. Wraca 18 lat późnej i zamierza się zemścić.

## Obsada
Aktor – Postać
- Essined Aponte – Catalina de Indias
- Emmanuel Esparza – Pedro de Heredia
- Manuel Navarro - Diego Nicuesa
- Kepa Amuchastegui - Bartolomé de las Casas
- Carlos Kajú - Enriquillo
- Fernando Bocanegra - Andrés Valenzuela
- Luis Mesa - Fernando de Valenzuela
- Camilo Jiménez - Rodrigo Falla
- Ana Harlen - Mencía
- Adelaida Buscato - Genoveva
- Aroma Hafez - Beatriz
- Hernán Cabiativa - Linares
- Mauro Donetti - Gobernador
- Juan Pablo Acosta - Cosme
- Wolframio Sinué - Cacique Galeras
- Gilma Escobar - Abuela de Toto
- Ángel Bayón - Juan Azula
- Gonzalo Sagarminaga - Francisco Gómez de Cardona

i inni.